# Mordechaj Šatner
Mordechaj Šatner (hebrejsky: מרדכי שטנר;‎ 1904 – 16. dubna 1964) byl sionistický aktivista, člen židovského parlamentního sboru Asifat ha-nivcharim, signatář izraelské deklarace nezávislosti a jeden ze zakladatelů jeruzalémského památníku holocaustu Jad vašem.

## Biografie
Byl členem kibucu Ejn Charod a během první a druhé světové války pracoval v Evropě na záchraně evropského židovstva. Během tohoto období se setkal s řadou představitelů nacistického Německa, včetně Adolfa Eichmanna. Po vypuknutí druhé světové války působil jako imigrační emisar ve Spojeném království. Poté se navrátil do britské mandátní Palestiny, kde se stal členem Židovské národní rady, kde se zabýval národní infrastrukturou. Vystupoval proti nedůstojnému zacházení s židovskými vězni ze strany britské správy a v červnu 1946 byl zatčen během operace Agáta a následně vězněn v internačním táboře Atlit a ve městech Rafáh a Latrún. V tomto období působil jako zástupce židovských vězňů při jednání s britskou správou.
Dne 14. května 1948 byl jedním ze signatářů izraelské deklarace nezávislosti a následně se stal členem Prozatímní státní rady za stranu Mapaj. Po vzniku Izraele pracoval na rozvoji Jeruzaléma (konkrétně například na výstavbě vládního komplexu v čtvrti Givat Ram), byl jedním ze zakladatelů památníku holocaustu Jad vašem a rovněž tak působil v komisi, která jmenovala soudce izraelského Nejvyššího soudu.
Působil jako generální ředitel na ministerstvu průmyslu a obchodu, kde měl na starosti finanční trh, a jako předseda oblastí rady Gilboa. Byl taktéž dočasným správcem majetku Arabů, kteří během izraelské války za nezávislost Izrael opustili. Stal se jednou z klíčových postav vzniku izraelského města Nazaret Ilit a Wingatova sportovního centra, pojmenovaném po jeho příteli Orde Wingatovi.
V Jeruzalémě na jeho počest nese jeho jméno Šatnerovo centrum. Jeho syn David Šatner je expertem na vodní politiku a izraelské hranice a byl členem delegací, které zprostředkovaly mírové dohody s Jordánskem a Palestinskou autonomií. Jeho příbuzným je též herec William Shatner, který ztvárnil postavu kapitán Kirka v seriálu Star Trek.